# Dexter Gordon
Dexter Gordon (27 de Fevereiro de 1923 – 25 de Abril de 1990) foi um músico de jazz estadunidense, considerado um dos pioneiros do bebop. Entre 1940 e 1980 tocou com grandes nomes, tais como Lionel Hampton, Tadd Dameron, Charles Mingus, Louis Armstrong e Billy Eckstine. Também tocou, durante alguns meses de 1947, com a banda de Fletcher Henderson.

## Vida e obra

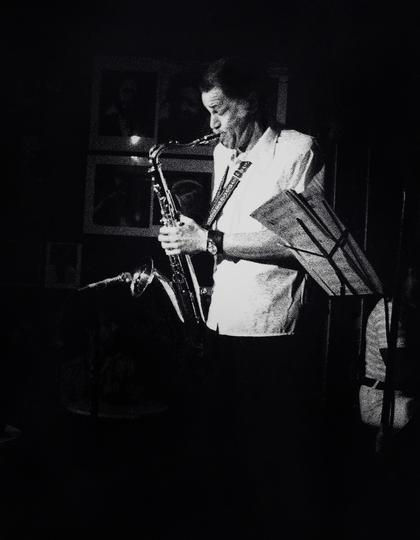
Dexter Gordon (cropped version) June 1977

Gordon era considerado um virtuose, particularmente por seus duetos de saxofone com Wardell Gray, com o qual gravou vários álbuns entre 1947 e 1952.
Fez diversas aparições em filmes durante a vida, dentre elas, a do filme The Connection, de 1960, do qual também compôs a trilha sonora. Depois disto, passou 15 anos residindo na Europa, principalmente em Paris e Copenhague. Neste período, retornou algumas vezes aos Estados Unidos para gravar. Os sete álbuns que lançou pela gravadora Blue Note Records neste período (Doin' Allright, Dexter Calling…, Go, A Swingin' Affair, Our Man in Paris, One Flight Up, e Gettin' Around) são considerados seus melhores trabalhos.
Em 1976 retornou aos EUA, se apresentando no clube de jazz Village Vanguard, com grande sucesso. Depois disto, lançou vários álbuns pela Columbia Records.
Em 1986, no filme Round Midnight fez o papel de um músico de jazz, pelo qual recebeu uma indicação para o Óscar de Melhor Ator.